# .280 British
.280 British — промежуточный патрон, созданный в Великобритании в конце 1940-х годов. Этот патрон обладал остроконечной оболочечной пулей калибром 7 мм (0,280 дюйма) и гильзой бутылочной формы, без выступающей закраины, длиной 43 мм.
Под данный тип патрона велась разработка пулемёта TADEN и автоматов EM-1 и EM-2.
После успешных испытаний патрон принимается на вооружение Британской армии в 1951 году под обозначением «7mm Mk1Z», однако в этом же году под давлением США новое правительство Великобритании принимает решение о переходе на «уменьшенный» американский винтовочный патрон 7,62×51 мм НАТО, более мощный и дальнобойный, но малоподходящий для ручного автоматического оружия.